# Matthias Busch
Matthias Busch, né en 1968, est un astronome amateur allemand.
Il effectue ses observations astronomiques depuis son propre établissement, l'observatoire de Starkenburg à Heppenheim. Il est l'auteur d'un logiciel d'analyse d'images également utilisé par les observateurs professionnels.
Le Centre des planètes mineures le crédite de la découverte de treize astéroïdes, toutes effectuées en septembre 2009 avec la collaboration de Rainer Kresken.
L'astéroïde (7687) Matthias lui a été dédié,.
| (225254) Flury           | 10 septembre 2009 |
| (228135) Sodnik          | 13 septembre 2009 |
| (228136) Billary         | 13 septembre 2009 |
| (251621) Lüthen          | 10 septembre 2009 |
| (264045) Heinerklinkrad  | 13 septembre 2009 |
| (266725) Vonputtkamer    | 13 septembre 2009 |
| (274856) Rosendosalvado  | 13 septembre 2009 |
| (274860) Emilylakdawalla | 13 septembre 2009 |
| (281772) Matttaylor      | 13 septembre 2009 |
| (321453) Alexmarieann    | 10 septembre 2009 |
| (379173) Gamaovalia      | 10 septembre 2009 |
| (429084) Dietrichrex     | 13 septembre 2009 |
| (481993) Melaniezander   | 13 septembre 2009 |